# اسکرودالینا
اسکرودالینا (به لاتین: Skrudaliena) یک روستا در لتونی است که در شهرداری دوگوپیلس واقع شده‌است. اسکرودالینا ۱۸۶ نفر جمعیت دارد.